# Коллиандер, Тито
Тито Фритьоф Коллиандер (швед. Tito Fritiof Colliander; 10 февраля 1904, Санкт-Петербург, Российская империя — 21 мая 1989, Хельсинки, Финляндия) — шведскоязычный финляндский православный писатель, мемуарист, переводчик, автор нескольких книг о православии.

## Биография
Родился 10 февраля 1904 года в Санкт-Петербурге в семье полковника Зигфрида Йоакима Коллиандера и его жены Дагмары-Ильматар Констанции, урожденной фон Шульц, получил художественное образование. Брат Рюрик погиб во время Гражданской войны, сражаясь в армии Юденича. Жена, Инна (Ина) Берсен — художница, график, мозаичист, иконописец. Сын Сергей — православный священник.
Начиная с 1930-х годов Коллиандер опубликовал несколько романов и рассказов, которые принесли ему широкую известность. В его книгах, написанных под сильным влиянием Фёдора Достоевского, часто встречаются темы вины, поиска веры в современном мире. Романы «Крестовый поход» (Korståget), «Помилуй» (Förbarma dig) и другие были переведены на иностранные языки.
Коллиандер и его жена Ина перешли в православие, и в 1949—1953 годах писатель окончил православную семинарию. Его самая известная книга «Путь аскета» (Asketernas väg, в русском переводе «Узкий путь») была опубликована впервые на шведском языке. На английском языке книга «Узкий путь» (The Way of the Ascetics) выдержала несколько изданий. Русский перевод работы Коллиандера был осуществлен в середине 1950-х гг. Опубликован во Франции в журнале «Вечное» (1957, VII—VIII) и неоднократно перепечатывался в начале 1990-х. Коллиандеру принадлежат также мемуары о жизни в царской России и в довоенной Финляндии, книга об Илье Репине.
Скончался 21 мая 1989 года и похоронен на православном кладбище в Хельсинки в районе Лапинлахти.